# LG GT500
LG GT500는 LG전자가 2009년에 출시한 휴대 전화기이다.